# سارييغو
بلدية سارييغو (بالإسبانية: Sariego) هي بلدية تقع في منطقة أستورياس شمال غرب إسبانيا.

## الديموغرافيا
بلغ عدد سكان بلدية سارييغو 1.320 نسمة عام 2011 (وفقاً للمعهد الوطني للإحصاء الإسباني).
| 1.452 | 1.409 | 1.372 | 1.364 | 1.328 | 1.331 | 1.320 |